# Scania P-Серії

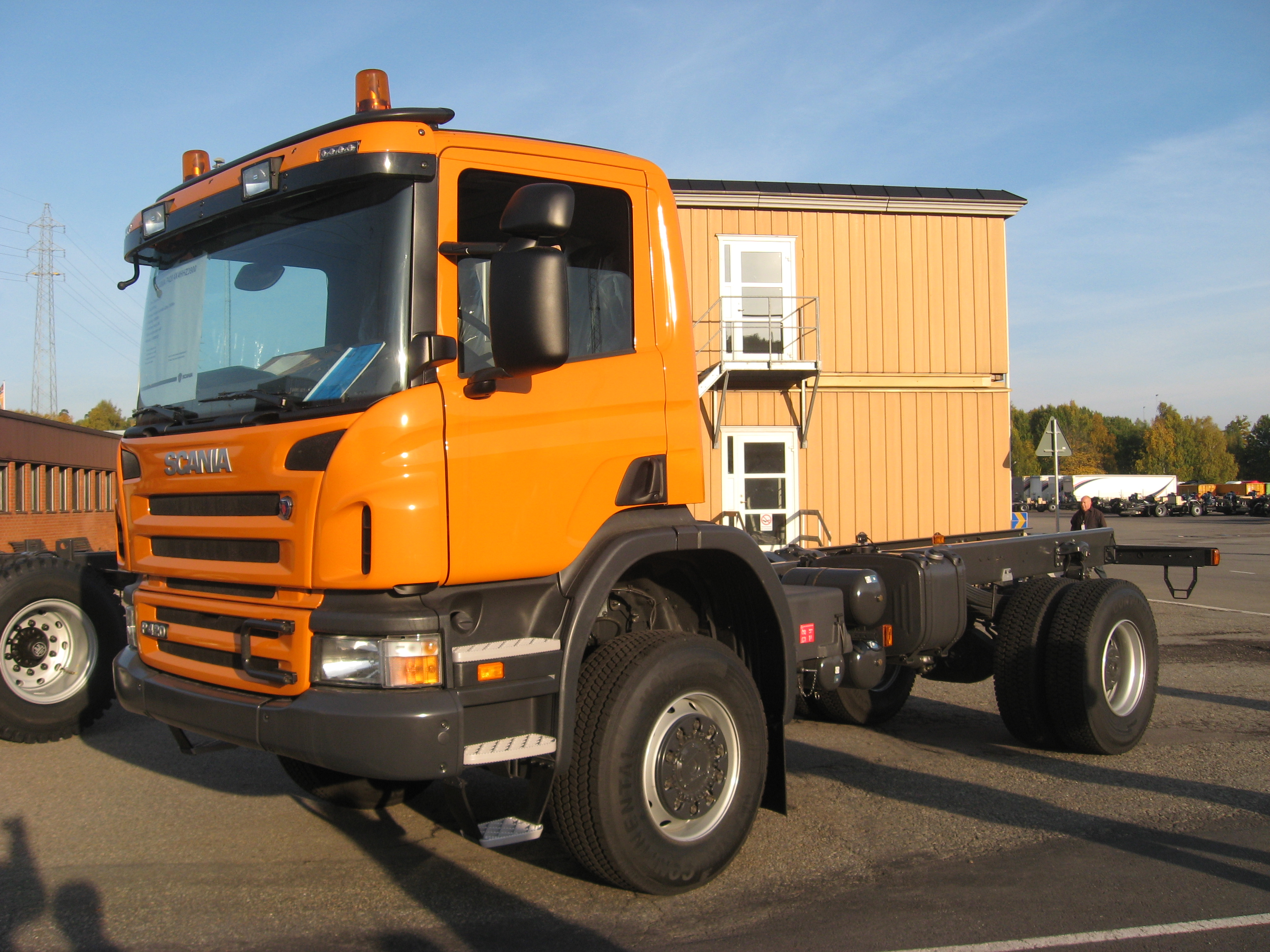
Шасі Scania P420 (2004-2011)

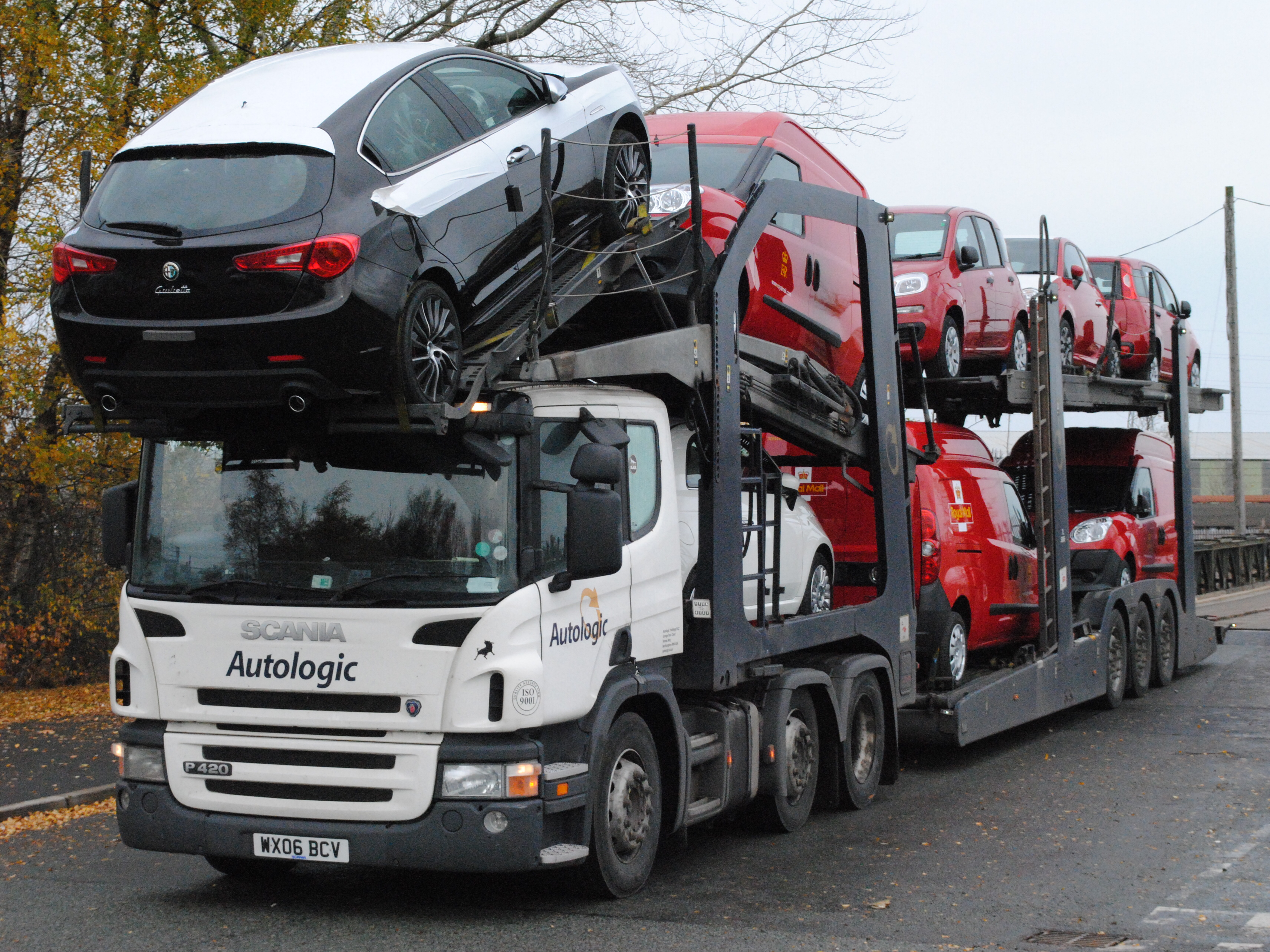
Сідловий тягач з низькою кабіною Scania P420 (2004-2011)

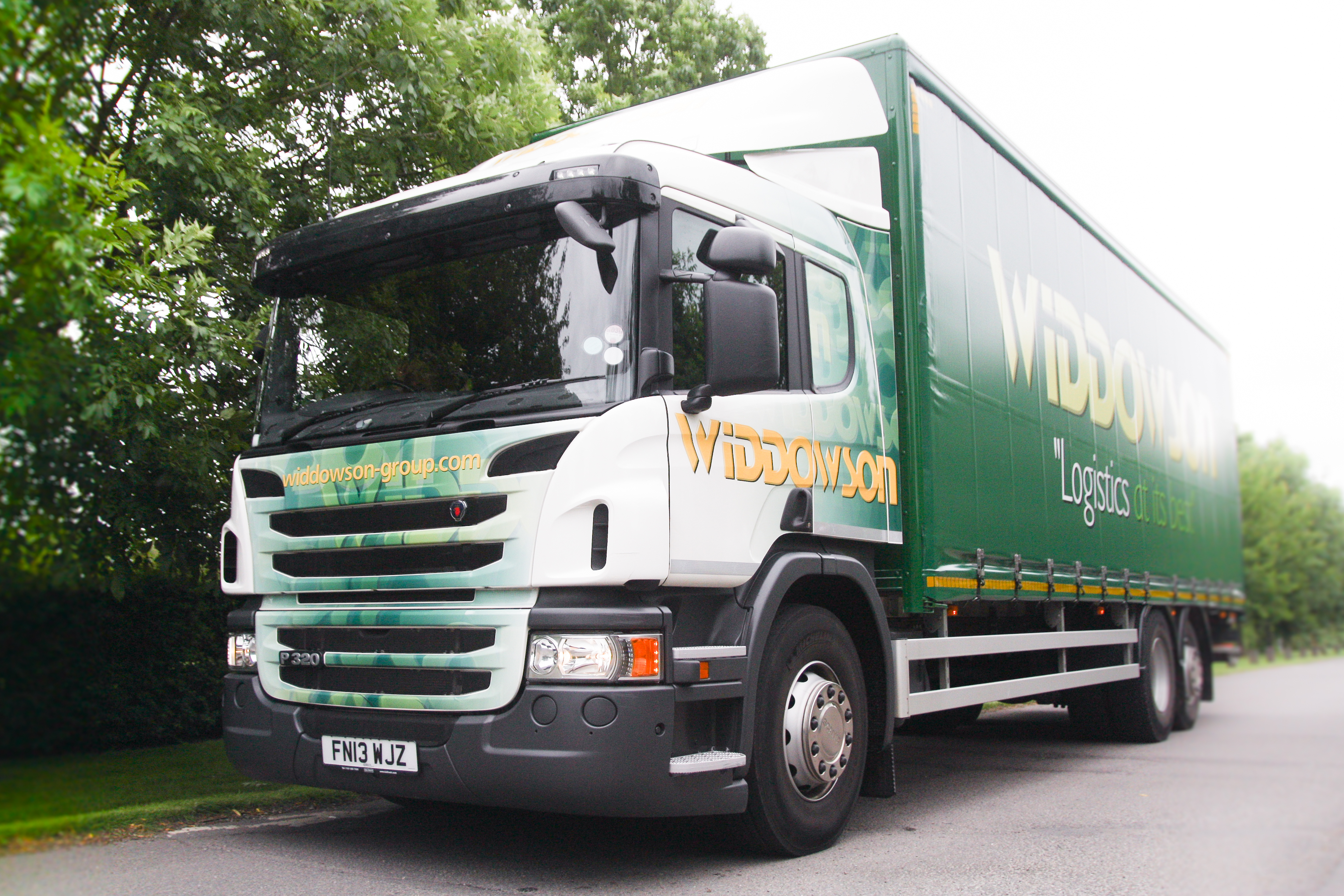
Scania P320 (2011-2016)

Scania P-Серії (англ. Scania P-Series) — це вантажні автомобілі, що виробляються компанією Scania з 2004 року.

## Перше покоління (2004-2017)
На автомобілі, призначені для внутрішньоміських та регіональних перевезень, для будівельних і комунальних робіт встановлюються кабіни моделі Р. Коротка кабіна без спального місця СР14 має довжину 1710 мм і внутрішню висоту 1500 мм, подовжена без спального місця СР16 відрізняється тільки завдовжки - 1990 мм. Довжина кабіни з одним спальним місцем СР19 - 2260 мм, внутрішня висота - 1670 мм. Також виготовляється два варіанти чотирьохдверної кабіни CrewCab для екіпажу з п'ятьох людей СР28 (довжина кабіни - 3150 мм) або восьми СР31 (3450 мм). Передня частина такої кабіни аналогічна стандартної двомісній кабіні без спального місця, а задня частина обладнана однією або двома лавками з нерозділеним сидіннями. 
Автомобілі з кабіною CrewCab використовуються як пожежної та рятувальної техніки. Кабіни серії Р відрізняються низьким розташуванням підлоги (1200 м) - у них, на відміну від більш високих кабін серії R, тільки три сходинки, що зручно при частих входах-виходах, але при цьому більш виступаючий тунель (460 мм), що обмежує внутрішній простір. Всі кабіни мають ширину 2430 мм. 
У серію Р входять моделі P230, P270, P280, P310, P340, P360, P380, P400 і P420. Шасі і сідлові тягачі випускаються з колісними формулами 4х2, 6х2, 6х2 з двома керованими мостами, 6х2 з заднім керованим мостом (тільки сідельні тягачі), 6х4. 
Шасі з чотирма осями з колісною формулою 8х2, 8х2 виробляються з заднім керованим мостом, 8х4, 8х4 - з двома керованими мостами. Шасі 4х4 і 6х6 випускаються у варіантах P340, P380 і P420. Розвозять мають нормальну або низьку висоту рами і повністю пневматичну або пневморесорної підвіску. Будівельні вантажівки оснащуються ресорної підвіскою, на них ставиться нормальна або висока рама.
В 2011 році модель оновили, була змінена решітка радіатора і оснащення.

## Друге покоління (з 2017)

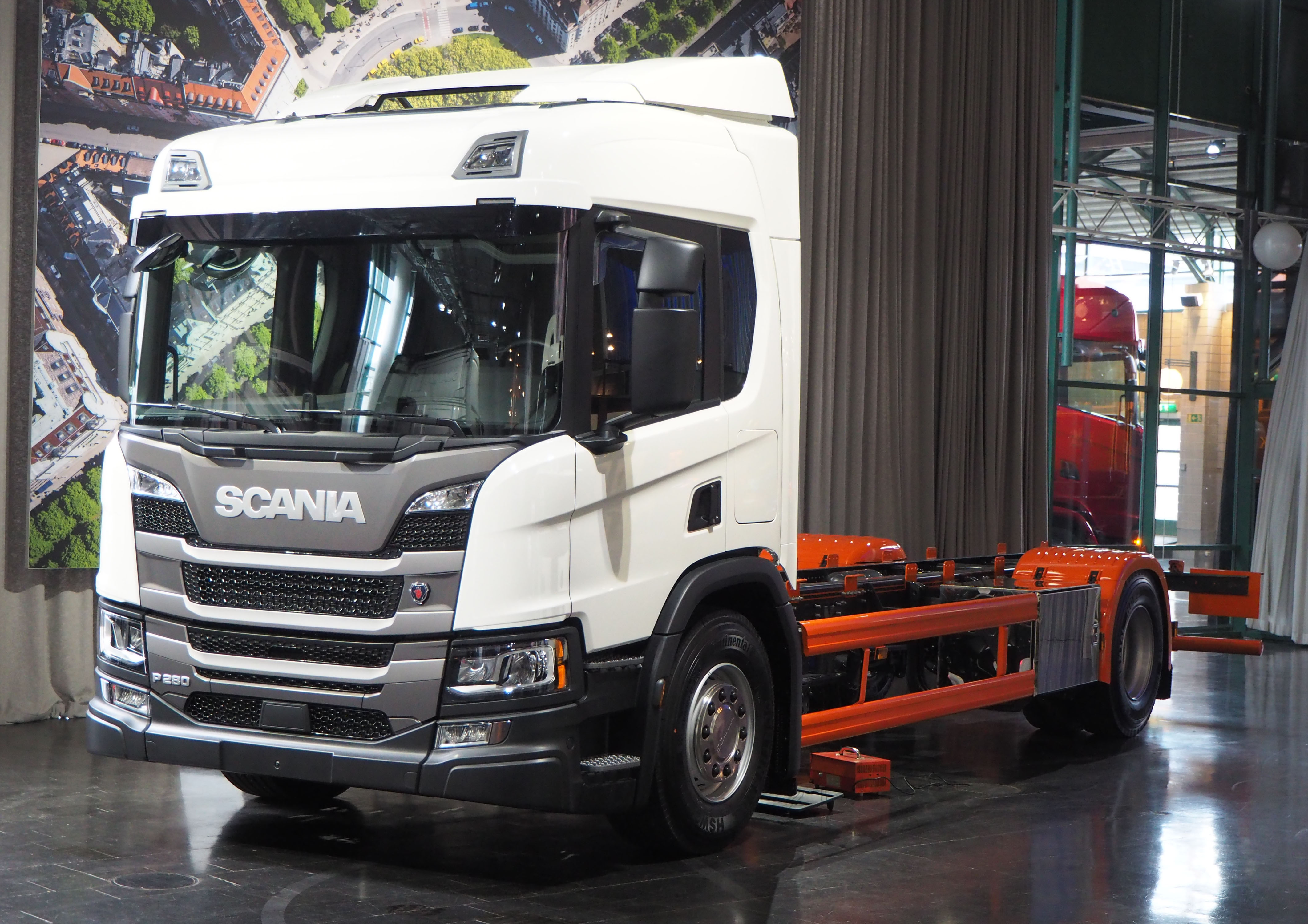
Scania P320 (з 2017)

В 2017 році представилии нове покоління Scania P-series. Кабіна в новій генерації отримала вікна більшої площі, більш тонкі передні стійки і оптимізована оглядовість вперед завдяки нижчій передній панелі.
Широкий вибір різних комбінацій нової кабіни дозволяє вибрати ідеальний варіант для конкретних завдань. Покупці зможуть вибрати один з трьох варіантів довжини кабіни (1400 мм - денна, 1700 мм - подовжена і 2000 мм - зі спальним відсіком), три варіанти висоти даху (низька, стандартна і висока highline). Але з самого початку буде доступно лише шість варіантів: CP14L, CP17L, CP17N, CP20L, CP20N і CP20H з дахом Highline.
Нова Scania P-серії можна буде замовити з одним з двох двигунів: 9-літровим (280, 320 і 360 к.с.) і 13-літровим (370, 410, 450 і 500 к.с.). 8- і 12-ступінчасті коробки передач можуть бути оснащені системами Scania Opticruise і Scania Retarder. Варіанти шасі: 4x2, 4x4, 6x2, 6x2/2, 6x2/4, 6x4, 6x6, 8x2, 8x2/4, 8x2/6, 8x4, 8x4/4 і 10x4/6. З 2018 року пропонується 7-літровий силовий агрегат DC07 потужністю 220, 250 і 280 к.с. (розроблений спільно з компанією Cummins), а також версія з дворядною кабіною для пожежних вантажівок.